# Gu-Win
Gu-Win è un comune degli Stati Uniti d'America situato nelle contee di Marion, Fayette dello Stato dell'Alabama.